# Dietrich I de Luzacia
Dietrich I (Theodoric) (n. 1130 – d. 9 februarie 1185, Petersberg, Saxonia-Anhalt, Germania) a fost margraf de Luzacia (Orientalis marchio) din 1156 până la moarte.
Dietrich a fost cel de al doilea fiu care i-a supraviețuit lui Conrad din Casa de Wettin, margraf de Meissen și de Luzacia, de la care a moștenit teritoriul luzacian, inclusiv Eilenburg și Landsberg în 1156, în timp ce fratele său mai mare Otto cel Bogat a preluat Meissen.
Dietrich a fost căsătorit cu Dobroniega, fiică a ducelui Boleslav al III-lea al Poloniei. Cu aceasta a avut un fiu, care însă a murit înaintea lui, și o fiică, devenită călugăriță. Fiul său ilegitim Dietrich (a cărui mamă a fost o anume Cunigunda, contesă văduvă de Plötzkau) a fost recunoscut oficial pe 12 mai 1203 și astfel a putut deveni episcop de Merseburg în 1204.
Deși Dietrich se autointitula „margraf de Landsberg”, o entitate teritorială care să corespundă acestei regiuni a fost stabilită abia în 1261 în timpul margrafului Henric al III-lea de Wettin. În 1165 Dietrich a întemeiat Abația Dobrilugk. El a fost un ferm susținător al împăratului Frederic I Barbarossa în campaniei militară din 1157 împotriva ducelui Boleslav al IV-lea Kedzierzawy al Poloniei și în timpul conflictului cu familia Welfilor condusă de Henric Leul.
Dietrich a murit la Petersberg unde a fost și înmormântat. Margrafiatul su a fost preluat de fratele său, Dedi de Groitzsch sub numele Dedi al III-lea.